# Dorstenia tenuiradiata
Dorstenia tenuiradiata là một loài thực vật có hoa trong họ Moraceae. Loài này được Mildbr. mô tả khoa học đầu tiên năm 1934.